# البيت المعمور
البيت المعمور وهو الذي يعمر بكثرة غاشيته وهو بيت فيما ذكر في السماء بحيال الكعبة من الأرض يدخله كل يوم سبعون ألفا من الملائكة ثم لا يعودون فيه أبدًا، وأنه يوازي الكعبة فلو خرَّ لخر على الكعبة.

## ذكره

### في القرآن الكريم
جاء ذكره في سورة الطور حيث أقسم الله به فقال تعالى: ﴿وَالْبَيْتِ الْمَعْمُورِ ۝٤﴾ 

### في السنة النبوية
حدث ابن المثنى قال حدثنا ابن أبي عدي عن سعيد عن قتادة عن أنس بن مالك عن مالك بن صعصعة رجل من قومه قال قال نبي الله ﷺ: رفع إلي البيت المعمور فقلت: يا جبريل ما هذا؟ قال : البيت المعمور يدخله كل يوم سبعون ألف ملك إذا خرجوا منه لم يعودوا آخر ما عليهم.
وأخرج الطبري عن قتادة قال ذكر لنا رسول الله ﷺ قال: البيت المعمور مسجد في السماء بحذاء الكعبة لو خر لخر عليها يدخله سبعون ألف ملك كل يوم إذا خرجوا منه لم يعودوا، وأخرج الطبري أيضا عن ابن عباس رضي الله عنهما أنه قال: والبيت المعمور هو بيت حذاء العرش تعمره الملائكة يصلي فيه كل يوم سبعون ألفا من الملائكة ثم لا يعودون إليه.

## أقوال العلماء عنه
قال عبد العزيز بن باز:
| البيت المعمور | هذا بيت عظيم في السماء السابعة، فوق السماء السابعة على الكعبة في الأرض، رأى إبراهيم مستندا إليه وهو على الكعبة، لو سقط لسقط على الكعبة في السماء السابعة، قال النبي صلى الله عليه وسلم: يدخله كل يوم سبعون ألف ملك للتعبد ثم لا يعودون إليه. كل يوم يدخله سبعون ألف ملك للعبادة في هذا البيت المعمور ثم يخرجون ولا يعودون إلى يوم القيامة، وهذا يدل على كثرة الملائكة وأنهم ملايين لا تحصى سبحان الذي خلقهم وأمر بخدمته وعبادته سبحانه وتعالى | البيت المعمور |

وقال محمد بن صالح العثيمين:
| البيت المعمور | البيت المعمور في السماء السابعة، وهو كما جاء في الحديث بحيال الكعبة وحيال الكعبة هل معناه أنه فوقها وهذا ليس بغريب والله على كل شيء قدير أو المعنى بإزائها بمعنى أنه كما تعمر الكعبة من أهل الأرض يعمر البيت المعمور من أهل السماء الذي يهمنا أن البيت المعمور في السماء السابعة وأنه يدخله في اليوم سبعون ألف ملك هذا أهم شيء | البيت المعمور |